# 天笠尚
天笠 尚（あまがさ ひさし、1985年10月18日 - ）は、日本の元プロボクサー。第58代日本フェザー級王者。第44代OPBF東洋太平洋フェザー級王者。長身痩躯な外見からは想像もつかない強打を誇ることから、「痩身の暗殺者」の異名を持つ。FRARE山上ボクシングスポーツジム所属。世界ランキング最高位はIBFフェザー級3位。入場曲は2014年12月31日 ギレルモ・リゴンドウ戦より「LOKA」の「AIRSE」
、それ以前は「あまちゃん」のテーマ（李冽理との第2戦より）。

## 人物・来歴
群馬県太田市出身。姉がいる。小学校・中学校までは地元の学校に通うサッカー好きな子供だった。当時のあだ名は「チャー」。
サッカー選手に憧れ高校に入学するも、次第に学校から足が遠のいていく。いわゆる不登校であった。
目標もなく、ただ過ぎてゆく毎日、なにをやっても続かないダメな自分。天笠本人は当時を振り返り、「小心者でメンタルの弱い、自分の事が嫌いだった時」だと言う。ところがそんなある日、家に帰ると母が不登校児童などを受け入れる寮施設に入所を決めていた。その後当時、姉が一人暮らしをしていた東京都世田谷区桜新町のアパートに同居するようになる。しかし依然目的も定まらず焦燥感のみが増して行った。何かをやらなければいけないと思っていたその時、ちょうど桜新町駅前にあった山上ボクシングジムの存在を知った。佐野日大高校より１年の３学期に渋谷区広尾の高校に編入学。大学1年の時ボクシングを始めるのと同時にプロデビューする。
2014年12月31日、大阪府立体育会館で WBA・WBO世界スーパーバンタム級統一王者ギレルモ・リゴンドウに挑戦。7回に2度のダウンを奪いKO寸前まで追い詰めるも、ゴングでラウンド終了となる。11回終了後のインターバルで天笠の左頬の腫れが酷く天笠陣営が棄権したためTKO負けとなった。
2017年9月、現役引退を表明。

## 戦績
- プロボクシング - 42戦 33勝(19KO) 7敗 2分

| 戦           | 日付           | 勝敗 | 時間 | 内容     | 対戦相手                       | 国籍         | 備考                                          |
| ------------ | -------------- | ---- | ---- | -------- | ------------------------------ | ------------ | --------------------------------------------- |
| 1            | 2004年12月15日 | ☆    | 1R   | KO       | 倉本雄輔（古口）               | 日本         |                                               |
| 2            | 2005年3月31日  | △    | 4R   | 判定     | 大塚 秀一（八王子中屋）        | 日本         |                                               |
| 3            | 2005年5月31日  | ☆    | 2R   | KO       | 豊川 陽樹（笹崎）              | 日本         |                                               |
| 4            | 2005年9月2日   | △    | 4R   | 判定     | 萩原 猛（T&T）                 | 日本         |                                               |
| 5            | 2005年11月30日 | ☆    | 1R   | KO       | 林延明 （ファイティング原田）  | 日本         |                                               |
| 6            | 2006年1月30日  | ☆    | 1R   | TKO      | 藤井智徳（ヨシヒロ）           | 日本         |                                               |
| 7            | 2006年5月23日  | ☆    | 1R   | TKO      | 千木良恒平（角海老宝石）       | 日本         |                                               |
| 8            | 2006年8月23日  | ★    |      | 負傷判定 | 福田健造（横田スポーツ）       | 日本         |                                               |
| 9            | 2006年11月30日 | ★    | 6R   | 判定     | 梶川悠（宮田）                 | 日本         |                                               |
| 10           | 2007年5月8日   | ☆    | 2R   | KO       | 八木橋淑郎（オサム）           | 日本         |                                               |
| 11           | 2007年8月7日   | ☆    | 5R   | 判定     | 矢島ヨシハル（ジャパンSC）     | 日本         |                                               |
| 12           | 2007年10月30日 | ★    | 6R   | 判定     | 笛木亮（ジャパンSC）           | 日本         |                                               |
| 13           | 2008年3月5日   | ☆    | 7R   | TKO      | 小平恵司（伴流）               | 日本         |                                               |
| 14           | 2008年5月26日  | ☆    | 2R   | TKO      | 石東正浩（グリーンツダ）       | 日本         |                                               |
| 15           | 2008年9月6日   | ☆    | 3R   | KO       | L・シッソーイ                  | タイ         |                                               |
| 16           | 2008年12月6日  | ☆    | 4R   | TKO      | 吉田尚司（フラッシュ赤羽）     | 日本         |                                               |
| 17           | 2009年2月25日  | ☆    | 8R   | 判定     | 竹内佑典（JB SPORTS）          | 日本         |                                               |
| 18           | 2009年5月19日  | ☆    | 7R   | KO       | 永田浩司（ウォズ）             | 日本         |                                               |
| 19           | 2009年9月19日  | ☆    | 8R   | 判定     | 福島学（花形）                 | 日本         |                                               |
| 20           | 2010年3月12日  | ☆    | 3R   | TKO      | 矢板貴行（全日本パブリック）   | 日本         |                                               |
| 21           | 2010年6月5日   | ★    | 10R  | 判定     | 李冽理（横浜光）               | 日本         | 日本フェザー級タイトルマッチ                  |
| 22           | 2010年10月16日 | ☆    | 8R   | 判定     | 東上剛（ドリーム）             | 日本         |                                               |
| 23           | 2011年2月23日  | ☆    | 2R   | TKO      | 涼野康太（五代）               | 日本         |                                               |
| 24           | 2011年7月1日   | ☆    | 1R   | TKO      | 古家充（吉祥寺鉄拳）           | 日本         |                                               |
| 25           | 2011年12月19日 | ☆    | 5R   | TKO      | 鈴木徹（大橋）                 | 日本         | 日本フェザー級王座決定戦                      |
| 26           | 2012年4月9日   | ☆    | 10R  | 判定     | 上野則之（RK蒲田）             | 日本         | 日本フェザー級タイトルマッチ                  |
| 27           | 2012年7月20日  | ☆    | 10R  | 判定     | 渡邉卓也（青木）               | 日本         | 日本フェザー級タイトルマッチ                  |
| 28           | 2012年12月21日 | ☆    | 10R  | 判定     | 脇本雅行（高砂）               | 日本         | 日本フェザー級タイトルマッチ                  |
| 29           | 2013年4月8日   | ☆    | 10R  | 判定     | 横山大輔（ワールドスポーツ）   | 日本         | 日本フェザー級タイトルマッチ                  |
| 30           | 2013年8月10日  | ☆    | 8R   | TKO      | ズリカンナン（レイS）          | 日本         | 凱旋チャリティマッチ                          |
| 31           | 2013年10月14日 | ☆    | 12R  | 判定     | 李冽理（横浜光）               | 日本         | OPBF東洋太平洋フェザー級タイトルマッチ        |
| 32           | 2014年3月24日  | ☆    | 8R   | TKO      | ビンビン・ルフィーノ           | フィリピン   | OPBF東洋太平洋フェザー級タイトルマッチ        |
| 33           | 2014年6月24日  | ☆    | 8R   | TKO      | マクサイサイ・シットサイトーン | タイ         | OPBF東洋太平洋フェザー級タイトルマッチ        |
| 34           | 2014年10月15日 | ☆    | 12R  | TKO      | 竹中 良（三迫）                | 日本         | OPBF東洋太平洋フェザー級タイトルマッチ        |
| 35           | 2014年12月31日 | ★    | 11R  | TKO      | ギレルモ・リゴンドウ           | キューバ     | WBA・WBO世界スーパーバンタム級タイトルマッチ  |
| 36           | 2015年6月10日  | ☆    | 10R  | 判定     | パトムシス・パトムポートン     | タイ         |                                               |
| 37           | 2015年11月11日 | ☆    | 7R   | TKO      | ネイサン・ボルシオ             | フィリピン   |                                               |
| 38           | 2016年4月16日  | ★    | 12R  | 判定     | ジョシュ・ウォーリントン       | イングランド | WBCインターナショナルフェザー級タイトルマッチ |
| 39           | 2016年10月20日 | ☆    | 10R  | 判定     | カルロ・デメシーリョ           | フィリピン   |                                               |
| 40           | 2017年3月10日  | ☆    | 8R   | 判定     | 臼井欽士郎（横浜光）           | 日本         |                                               |
| 41           | 2017年6月19日  | ☆    | 3R   | KO       | スラシット・シスワンチャイ     | タイ         |                                               |
| 42           | 2017年9月29日  | ★    | 12R  | 判定0-3  | リチャード・プミクピック       | フィリピン   | WBOアジア太平洋フェザー級王座決定戦           |
| テンプレート |                |      |      |          |                                |              |                                               |

## テレビ出演
- 「フットンダ」（中京テレビ制作日本テレビ系列） - 山上哲也会長とともに出演。